# Адольф II (граф Берга)
Адольф II (нем. Adolf II. von Berg; 1090-е — 12 октября после 1160) — граф Берга в 1115 (не позднее) —1160 годах, сын графа Адольфа I.

## Биография
Впервые упоминается в документах 1115 года, в то время он уже был графом Берга и фогтом бенедиктинского монастыря в Вердене.
Не позднее того же года женился на Адельгейде, которая согласно Europäische Stammtafeln была дочерью графа Готфрида I фон Каппенберга и Беатрисы фон Хильдрицхаузен. Возможно, фогство в Вердене было её приданым.
С 1125 года получил фогтство аббатства Зигбург. Также был фогтом Дюннвальда, Дойца и Каппенберга.
Ок. 1130 года женился вторично — на Ирмгарде (?), дочери Энгельберта фон Шварценбурга, племяннице кёльнского архиепископа Фридриха I фон Шварценбурга. По другим данным, его второй женой была дочь Энгельберта I фон Шпонгейма, маркграфа Истрии и герцога Каринтии.
Основал замок Бург. В 1133 году основал цистерцианский монастырь Альтенберг.
Большое политическое и экономическое значение для графства Берг имел контроль над ганзейской торговлей между Кёльном и Дортмундом. Также на территории графства были крупные месторождения серебра. Адольф II чеканил свою монету в Вильдберге, Бенсберге и Зигбурге.
Участвовал во Втором крестовом походе вместе с сыном Адольфом, который погиб в 1148 году при осаде Дамаска.
В 1152 году перестроил и расширил замок Альтена.
В 1160 году Адольф II отрекся от престола и принял монашеский постриг в Альтенберге. Умер 12 октября, точный год смерти не известен (до 1170). Его владения поделили сыновья Эберхард I фон Альтена-Берг и Энгельберт I фон Берг.
Другие его сыновья избрали духовную карьеру:
- Фридрих II фон Берг — архиепископ Кёльна в 1156—1158
- Бруно III фон Берг — архиепископ Кёльна в 1191—1193
- Арнольд фон Берг — епископ Оснабрюка
- Адольф I — аббат Верденского монастыря в 1160—1174.